# Sprogforeningen
Sprogforeningen blev stiftet i 1880 med det formål at støtte dansk sprog og kultur i Sønderjylland. Som en af sine første aktiviteter oprettede sprogforeningen et net af små folkebiblioteker ud over hele landsdelen. I 1900 købte Sprogforeningen en større bygning i Aabenraa for at etablere et nyt dansk kulturcenter under navnet Folkehjem.
Foreningen har cirka 1600 medlemmer og virker både nord og syd for grænsen. Sprogforeningen arrangerer møder og foredrag og udgiver bøger og andre skrifter. Desuden redigerer foreningen Sproghjørnet i dagbladet Flensborg Avis. Hvert år uddeles Sprogforeningens Sprog- og Kulturpris.

## Formænd
- 1880-1886: Jens Peter Junggreen (1827-1886)
- 1886-1887: Carl Bekker (1834-1887)
- 1887-1899: Jacob Michelsen (1845-1899)
- 1900-1916: Mathias Andresen (1858-1916)
- 1916-1921: kaptajn Fischer (1844-1933)
- 1921-1936: H.P. Hanssen (1862-1936)
- 1936-1952: Jakob Petersen (1884-1952)
- 1952-1974: J.Th. Arnfred (1882-1977)
- 1974-1983: Chresten Speggers (1906-1983)
- 1983-1997: Jørgen Mågård (1930-2007)
- 1997: Karen Margrethe Pedersen (konstitueret 4 mdr.)
- 1997-1998: Hans Henrik Bang (født 1931)
- 1998-2010: Ove Nissen (født 1932)
- 2010- : Frode Sørensen (født 1946)

## Sprog- og kulturpris
Siden 1978 har Sprogforeningen uddelt en sprog- og kulturpris cirka en gang om året. Disse personer har modtaget den:
- 1978: Sigfred Andresen
- 1979: Gynther Hansen og Helmuth Leckband
- 1980: Christian Skov
- 1981: Eskild Bram
- 1982: Peter Seeberg
- 1983: Bjørn Svensson
- 1985: Bent William Rasmussen
- 1988: Niels Bøgh-Andersen
- 1991: Hans Ejnar Sørensen
- 1992: Jørn Buch
- 1993: Inge Adriansen
- 1996: Karin Johannsen-Bojsen
- 2000: Lars N. Henningsen
- 2002: Helge Krempin
- 2003: Jens Rosendal
- 2007: Karen Margrethe Pedersen
- 2011: Birte Blønd
- 2012: Signe Andersen
- 2013: Peter Dragsbo
- 2015: Hans Schultz Hansen
- 2016: Jørgen Kühl
- 2017: René Rasmussen
- 2019: Pernille Juhl
- 2020: Frelle Petersen
- 2021: Kaj Nissen
- 2022: Ingolf Haase
- 2023: Hans Christian Davidsen
- 2024: Anna Elisabeth Jessen

## Eksterne links
- Sprogforeningens hjemmeside